# Astrotoren
De Astrotoren (Frans: Tour Astro) is een kantoorgebouw langs de Astronomielaan in de Brusselse gemeente Sint-Joost-ten-Node, vlak naast de kleine ring. De toren, een ontwerp van Albert De Doncker, bevindt zich nabij de Madoutoren.
De toren heeft een hoogte van 107 meter, telt 33 verdiepingen, is gebouwd in 1976 en heeft een kantoorruimte van 34.820 m². Er zijn 269 parkeerplaatsen.

## Geschiedenis
Van 2005 tot 2011 werd de Astrotoren als kantoorruimte door de bank Fortis gebruikt. In 2006 startten de voorbereidingen van de toepassing van energiezuinige technieken.
Eigenaar HPG Belgium verkocht de toren in april 2008 aan de Spaanse vastgoedbelegger Luresa.
Van 2014 tot de herfst van 2016 werd een volledige vernieuwing doorgevoerd. Zo werden onder meer de koperkleurige ramen aan de buitenkant vervangen door blauwe, net als de Madoutoren. De nieuwe glasgevel reikte hoger om de technische lokalen bovenop te verbergen. De technische machines waaronder de liften, verwarmingsinstallaties en nog vele andere werden volledig vernieuwd. Ook de lobby werd vergroot. De renovatie vond plaats conform de Brusselse normen voor passieve bouwwerken van 2015. Architecten van de renovatie waren architectenbureau Altiplan uit Brussel en Estudio Lamela uit Madrid. Na de renovatie werd de Astrotoren het hoogste passieve bouwwerk van Europa. Er werd echter kritiek geuit op de ingrijpende manier waarop de toren werd aangepakt. Het kenmerkende van het oorspronkelijke gebouw ging goeddeels verloren en door het blauwe spiegelglas vertoonde de toren weinig verschil met de omringende gebouwen.
In november 2016 vestigde Actiris zich in het gebouw, samen met de VDAB en Bruxelles Formation.

## Galerij

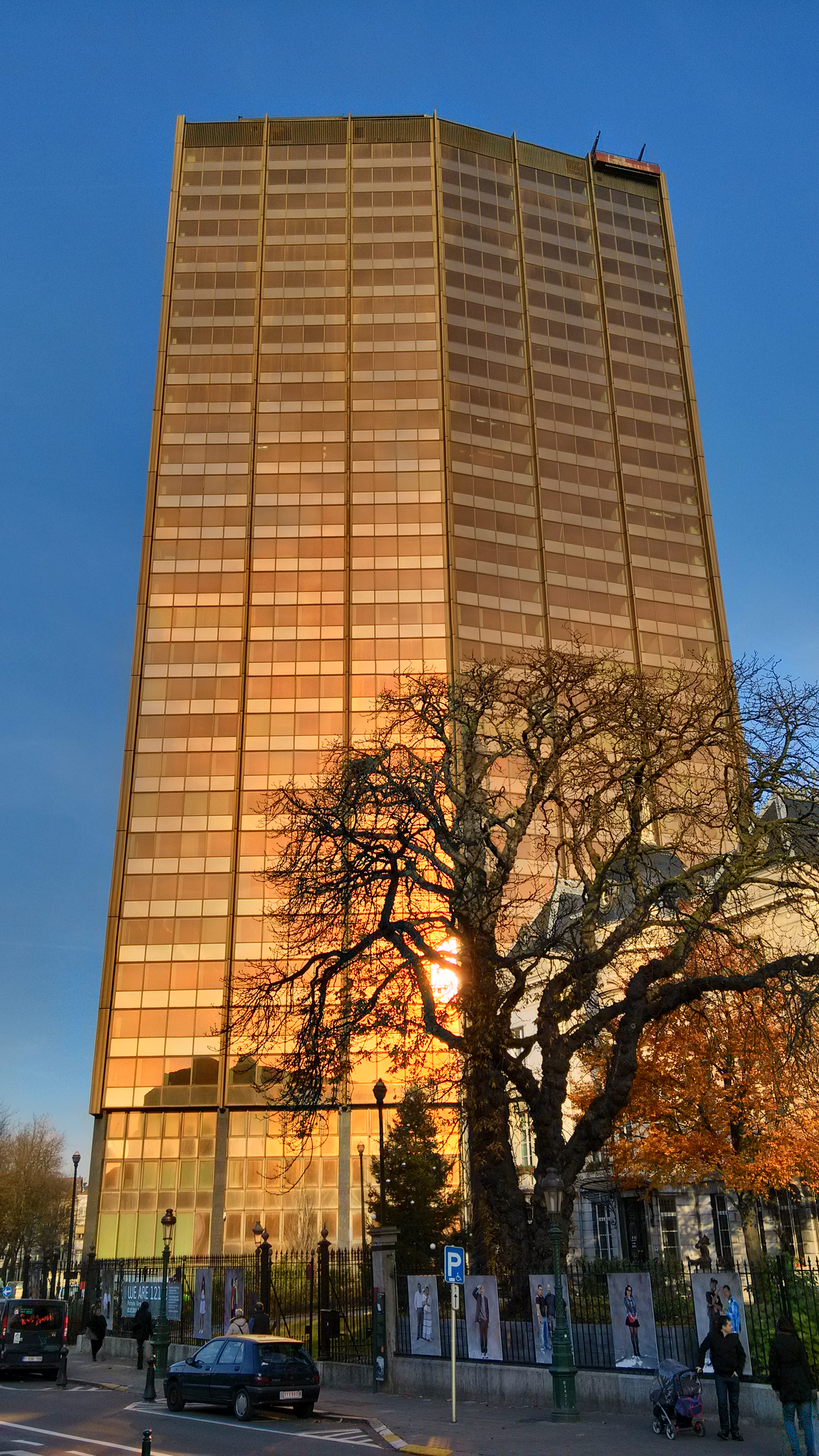
De Astrotoren met zijn oorspronkelijke, koperkleurige bekleding.
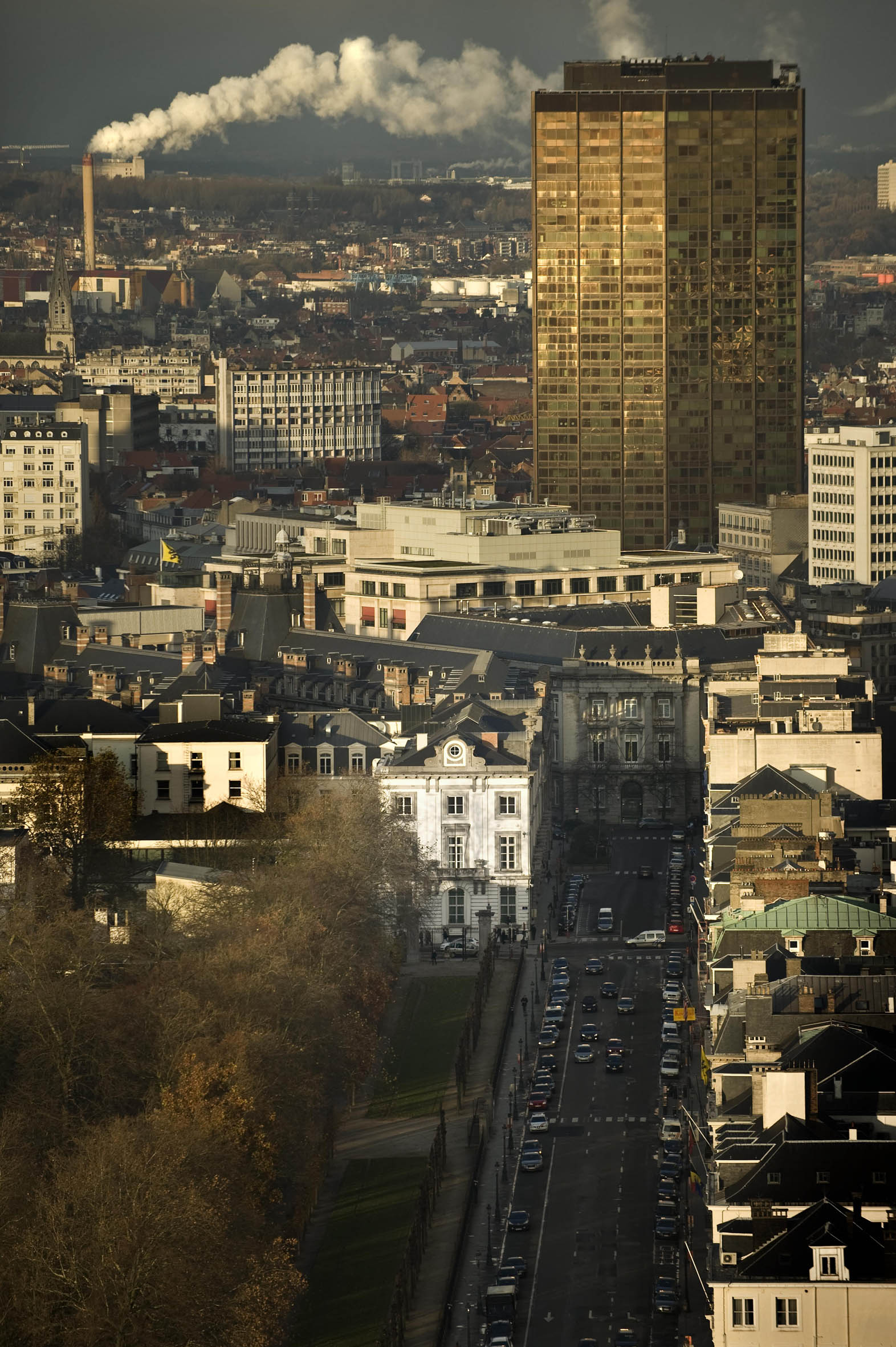
Luchtbeeld (voorgrond Hertogstraat)
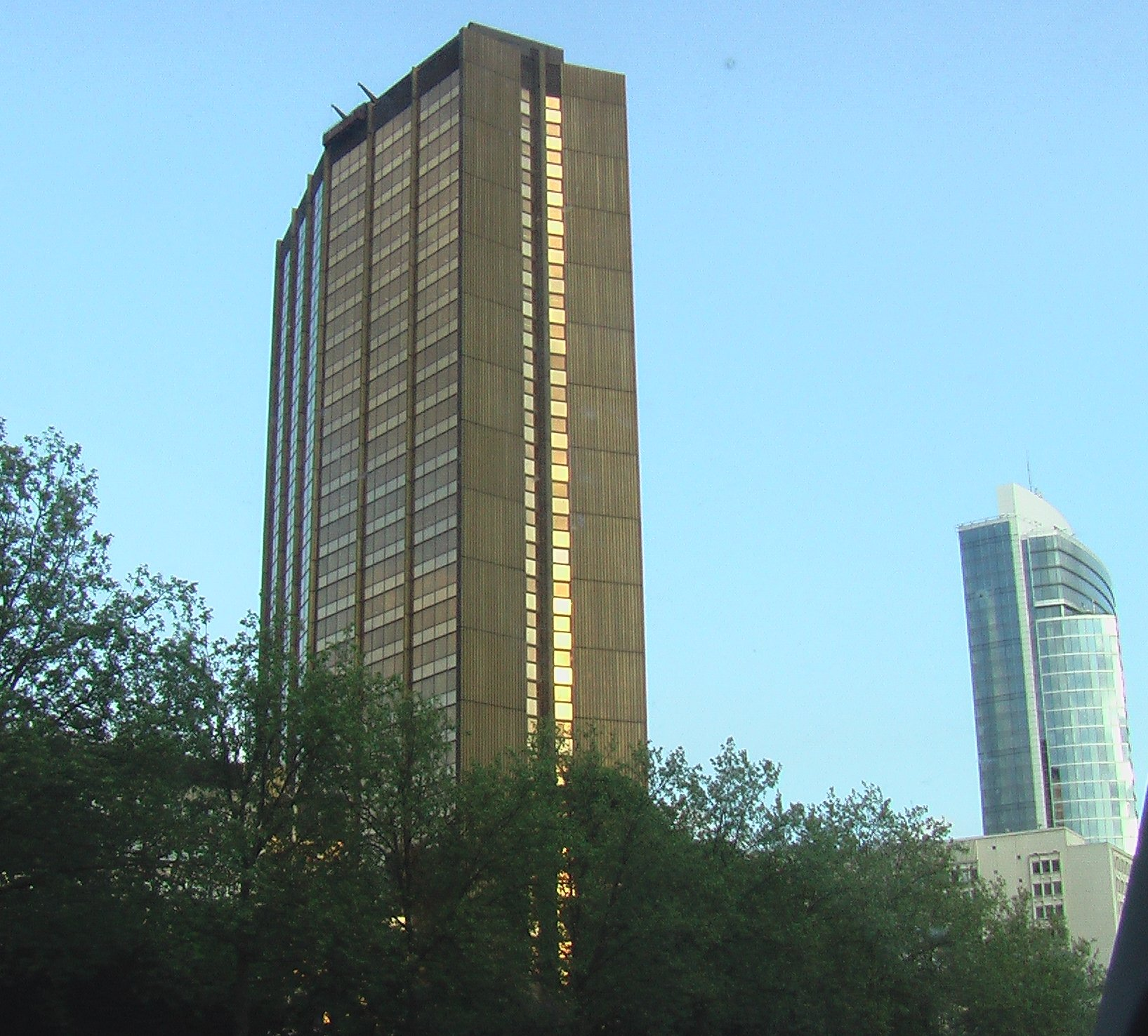
Zijaanzicht voor de renovatie (rechts de Madoutoren)
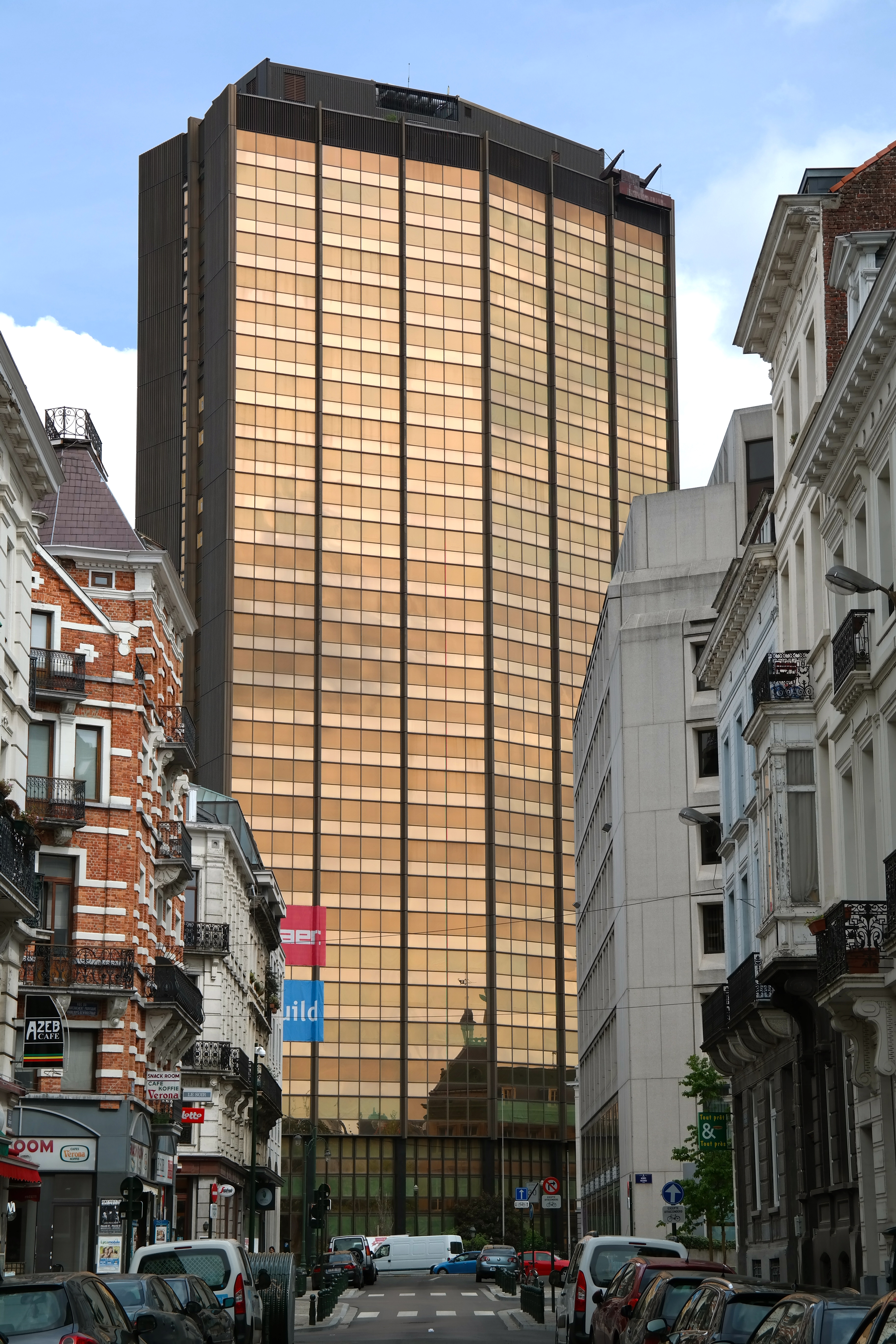
De toren vlak voor renovatie in 2014
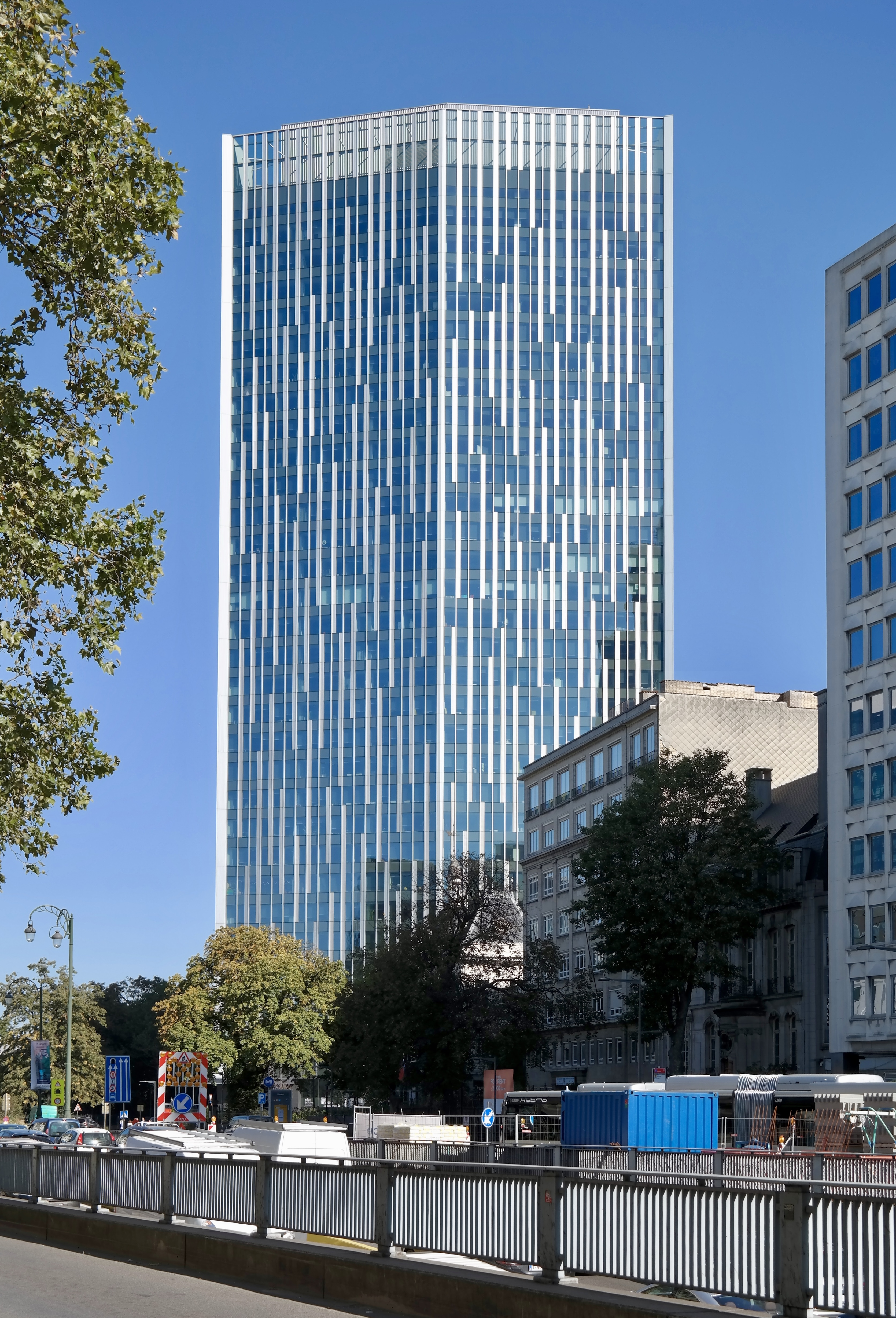
De toren in het najaar van 2019